# ふり〜ばる
ふり〜ばるは、1972年から1987年までフジテレビジョン主催で毎年夏休みに行われたイベントである。

## 概略
東京都新宿区の明治神宮外苑の一角にある、聖徳記念絵画館前の広場一帯を会場として1972年夏に始まった。
協賛スポンサーを募り、それらスポンサーが自社製品にちなんだイベントブースやフードコートを設置したほか、期間中の平日夕方の1週間、会場のメーンステージを会場として生中継番組（「夏休みスペシャル ふり〜ばる'8X ザ･夏」。毎年年度部分は当然変わる。）を放送するなどしてイベントを盛り上げた。
イベントとしては延べ16回続いたが、イベント自体のマンネリ化と、最終年及び開催時期が「コミュニケーションカーニバル 夢工場'87」の開催とも重なったことなどが契機となり、1987年の開催をもって終了となった。

## テレビでの特番対応
上記にもある通り、ふり〜ばる会場内のメーンステージから1週間通しの生放送番組を毎年放送していた。ただし放送は関東ローカルである。
内容は、協賛スポンサーのブース紹介や情報バラエティーのような流行り物情報、ステージに招いたゲストの歌とトーク、会場を訪れていた観客参加型のゲームコーナーなどである。
なお、1985年4月に『夕やけニャンニャン』がスタートしてからは放送時間帯がぶつかることで、1週間を休止としてこの特番を放送した。『夕やけニャンニャン』をネットしていたFNS各局ではその期間、単発番組などを編成してつないでいた。

（余談であるが、『夕やけニャンニャン』はこのふり〜ばるによる1週間の放送休止とは別に、スタッフや出演者の夏休みとして1週間を全て事前収録して放送することで、夏休み期間はのべ2週間の生放送休止期間があった。）